# Свети Георги (пещера)
Свети Георги (на гръцки: Σπήλαιο Αγίου Γεωργίου) е пещера във вътрешността на едноименния хълм Свети Георги, издигащ се над Кукуш, Гърция. Открита е в 1908 година от кукушки варджии при ломене на варовик.

## Характеристики
Пещерата е на две нива, площта ѝ надхвърля 1000 m2. Влажността ѝ е постоянна – 95 %, температурата не надвишава 15 до 17 градуса по Целзий.
Образувана е във варовикови скали и датира отпреди 235 милиона години. Формирането ѝ става при преминаването на дъждовната вода през скалите, освобождавайки въглероден диоксид, което води до ерозия на скалата под влияние на киселинното въздействие. Така с дъждовната вода в пещерата се утаява калцит, който е основният материал на образуванията на пещерата. Повечето сталактити и сталагмити в пещерата Свети Георги са унищожени от хора като строители и занаятчии, които са ги чупили и използвали за облицоване на фонтани, камини и др. Дължината на достъпните коридори е само 300 метра.
След откриването на пещерата в 1908 година д-р Христо Тенчов прави проучвания и намира зъби на мастодонт и други кости на допотопни животни. Поради опожаряването на Кукуш и бягството на българите проучванията не продължават. По-късно в пещерата намират фосилизирани животински кости, показващи, че в нея са живели петниста хиена, лисица (Vulpes vulpes), невестулка (Mustela putorius robusta), коне (Equus hydruntinus и E. caballus cf. germanicus), говеда (Bos primigenius), елен (Cervus elaphus), както и дребни бозайници (гризачи – rodentia, насекомоядни – Insectivora и рукокрили – Chiroptera, прилепи). Пещерата е била бърлога на хиени, това се вижда от наличието на кости на млади индивиди, останалите животни, главно тревопасни, са били донесени там като храна или просто хванати в капан и умрели в пещерата.

## Съвременно състояние
Първото картографиране на пещерата е направено от Анна Петрохилу през 1930 година, а през 1986 година е отворена за посетители след девет години подготвителна работа. Посетителите виждат големите разрушения от предишни години, когато голяма част от сталактитите и сталагмитите са унищожени.
След съвременни научни изследвания, проведени от чешки учени в пещерата на Кукуш, е установено, че нейният климат може да допринесе за лекуването на заболявания като детска астма и дерматологични заболявания, причинени от инфекции и алергии. Подобни пещери с лечебни свойства се намират в Чехия и Русия и могат да бъдат посетени.